# Jean Bardin (animateur radio)
Pour les articles homonymes, voir Jean Bardin et Bardin.
Jean Bardin, né le 10 octobre 1927 à Agonges (Allier) et mort le 24 juin 2011 à Saint-Clément-de-Rivière,, est un journaliste français, producteur et animateur de radio et de télévision.
Il est le père de cinq enfants, parmi lesquels la chanteuse Catherine Bardin et l'animatrice Nathalie Bardin.

## Biographie
Jean Bardin a commencé sa carrière comme journaliste et présentateur à la RTF, où il a produit au début des années 1960 avec Bernard Hubrenne L’aventure moderne ainsi que La France insolite. Il a été un des animateurs des 400 coups avec Claude Chebel sur France Inter. 
Après son départ de l'ORTF de 1965 jusqu'au début des années 1970, il présente sur Radio-Luxembourg qui devient RTL en 1966 le tirlipot, l'ancêtre radiophonique du Schmilblick, avec Évelyne Pagès à ses côtés.
Il était engagé politiquement à gauche, au sein de la Convention des institutions républicaines de François Mitterrand. Il avait été candidat FGDS aux élections législatives de juin 1968 contre le maire de Moulins Hector Rolland dans la première circonscription de l'Allier, son département d'origine et il jouait un rôle de conseiller en communication audiovisuelle pour les dirigeants. Il participe en 1973-1974 au tournage du film documentaire sur Mitterrand Certains l'appellent François de Patrick Aubrée.
À la télévision, il a contribué à l'émission de Guy Lux Le Palmarès des chansons.
Au début des années 1970, il produit le jeu de Jacques Antoine Pourquoi. Il participe ensuite à La règle d’or, puis à Cadet Rousselle avant d’animer l’émission itinérante d'été Camion Stop avec Jacqueline Vauclair.
Dans les années 1980, sa société TVR, qu'il a créée avec Jacques Antoine, produira une multitude d’émissions parmi lesquelles l'Académie des neuf présentée par Jean-Pierre Foucault.
Très connu dans les milieux de la production audiovisuelle, Jean Bardin est le créateur du jeu lancé sur Antenne 2 en 1990 à la mi-journée : Bonne question, merci de l’avoir posée, présenté par Lionel Cassan. Le jeu sera repris sur La Cinq quelques mois plus tard sous le titre « Les surdoués » et sera présenté par Marc Bessou.
Il a présenté Le Francophonissime sur TF1 et Télé Luxembourg - RTL. Il a remplacé Fabrice sur RTL pour La Case Trésor.